# Distretto di Gaochang
Il distretto di Gaochang (高昌区S, GāochāngP) è un distretto della Cina, situato nella regione autonoma di Xinjiang e amministrato dalla prefettura di Turfan.